# Jesús María de Abajo
Jesús María de Abajo är en ort i Mexiko.   Den ligger i kommunen San José Iturbide och delstaten Guanajuato, i den centrala delen av landet, 230 km nordväst om huvudstaden Mexico City. Jesús María de Abajo ligger 2 045 meter över havet och antalet invånare är 138.
Terrängen runt Jesús María de Abajo är platt åt nordost, men åt sydväst är den kuperad. Runt Jesús María de Abajo är det ganska tätbefolkat, med 124 invånare per kvadratkilometer. Närmaste större samhälle är San José Iturbide, 10,7 km sydost om Jesús María de Abajo. Trakten runt Jesús María de Abajo består till största delen av jordbruksmark.